# Лунка (Вирфу-Кимпулуй, Ботошань)
Лунка (рум. Lunca) — село у повіті Ботошані в Румунії. Входить до складу комуни Вирфу-Кимпулуй.
Село розташоване на відстані 383 км на північ від Бухареста, 33 км на північний захід від Ботошань, 127 км на північний захід від Ясс.

## Населення
За даними перепису населення 2002 року у селі проживали 822 особи, усі — румуни. Усі жителі села рідною мовою назвали румунську.